# Ornella Sobrero
Ornella Sobrero (Roma, 1926 – 13 agosto 2005) è stata una critica letteraria italiana.

## Biografia
Laureatasi in letteratura contemporanea con Giuseppe Ungaretti, fu redattrice de Il Caffè dall'inizio alla conclusione, e vi tenne una rubrica fissa. Collaborò con i periodici «La Fiera Letteraria» e «Il Verri». I suoi saggi sono stati frequentemente citati da studiosi stranieri e i suoi lavori sono presenti nei repertori letterari internazionali.
Fu la destinataria di alcune lettere di Italo Calvino, di cui una pubblicata anche in lingua inglese.
Fu sposata con il docente e meridionalista Guido Macera. Morì nel 2005.  . 
Il suo fondo archivistico è conservato presso l'Università di Roma La Sapienza

## Opere principali

### Studi e saggi
- Gadda e la cultura lombarda, in «Letteratura Italiana» (Novecento), vol. VI, Milano, Marzorati, 1963
- Gianna Manzini, in «Letteratura Italiana» (I contemporanei), vol. II, Milano, Marzorati, 1963.[12]
- La mutevole forma, Napoli, Società editrice napoletana, 1979[13]

### Curatele e contributi diversi
- Omaggio a Giuseppe Ungaretti nel suo ottantesimo compleanno, a cura di Ornella Sobrero, Caltanissetta-Roma, Sciascia, 1968.
- Prefazione a Rosario Assunto, Forma e destino, Roma, Fondazione Piazzolla, 1994.[14]
- André Frénaud, Non c'e paradiso: poesie 1943-1982, a cura di Ornella Sobrero, Roma, Fondazione Piazzolla, 1995.